# S-alkilcisteinska lijaza
S-alkilcisteinska lijaza (EC 4.4.1.6, S-alkilcisteinaza, alkilcisteinska lijaza, S-alkil-L-cistein sulfoksidna lijaza, -alkil--cisteinska lijaza, -alkil--cisteinaza, alkil cisteinska lijaza, -alkil--cistein alkiltiol-lijaza (deaminacija)) je enzim sa sistematskim imenom S-alkil--cistein alkil-tiol-lijaza (deaminacija, formira piruvat). Ovaj enzim katalizuje sledeću hemijsku reakciju
-alkil--cistein + H2O {\displaystyle \rightleftharpoons } alkil tiol + NH3 + piruvat
Ovaj enzim je piridoksal-fosfatni protein.

## Literatura
- Nicholas C. Price; Lewis Stevens (1999). Fundamentals of Enzymology: The Cell and Molecular Biology of Catalytic Proteins (Third изд.). USA: Oxford University Press. ISBN 019850229X.
- Eric J. Toone (2006). Advances in Enzymology and Related Areas of Molecular Biology, Protein Evolution (Volume 75 изд.). Wiley-Interscience. ISBN 0471205036.
- Branden C; Tooze J. Introduction to Protein Structure. New York, NY: Garland Publishing. ISBN 0-8153-2305-0.
- Irwin H. Segel. Enzyme Kinetics: Behavior and Analysis of Rapid Equilibrium and Steady-State Enzyme Systems (Book 44 изд.). Wiley Classics Library. ISBN 0471303097.

## Spoljašnje veze
- S-alkylcysteine+lyase на 